# バイナリ・ラージ・オブジェクト
バイナリ・ラージ・オブジェクト（英: Binary Large Object、別名:BLOB）とは、データベース管理システム(DBMS)においてバイナリデータを格納する場合のデータ型である。画像や音声、その他のマルチメディアオブジェクトがBLOBとして格納される。時には実行形式が格納されることもある。のちJavaScriptにおいても、同様のデータ型にBLOBと名付けられている。
データベース技術者のジム・スターキーがDEC在籍時、バイナリデータをDBMSに格納する機能を開発し、BLOBという呼称を与えた。ジム・スターキーは後に、BLOBとは何かの頭字語ではなく、「1958年のスティーブ・マックイーンの映画」で「シンシナティやクリーブランド、その他のいろいろな都市を食いつぶしたのがblobだよ」と述べている。